# Peter Rufai
Pour les articles homonymes, voir Rufai.
Peter Rufai est un footballeur nigérian né le 24 août 1963 et mort le 3 juillet 2025, à Lagos au Nigeria. Il occupe le poste de gardien de but. 
Il compte 65 sélections en équipe du Nigeria pour un but d'inscrit. Il participe aux coupes du monde 1994 et 1998 avec le Nigeria.

## Carrière
| Année   | Club                   | Pays     |
| ------- | ---------------------- | -------- |
| 1980-84 | Stationary Stores      | Nigeria  |
| 1985    | Femo Scorpions         | Nigeria  |
| 1986-87 | Dragons de l'Ouémé     | Bénin    |
| 1987-92 | KSC Lokeren            | Belgique |
| 1992-93 | KSK Beveren            | Belgique |
| 1993-94 | Go Ahead Eagles        | Pays-Bas |
| 1994-97 | Sporting Clube Farense | Portugal |
| 1997    | Hércules Alicante      | Espagne  |
| 1997-99 | Deportivo La Corogne   | Espagne  |
| 1999-00 | Gil Vicente FC         | Portugal |

## Palmarès
Nigeria
- Coupe d'Afrique des nations :
  - Vainqueur en 1994.
  - Finaliste en 1988.